# Erichtonius
Erichtonius eller Erechtheus, grekisk mytologi, fornattisk nationalhjälte, vars dyrkan närmast sammanhängde med Pallas Athenas och även med sagan om det attiska landets första uppodling, varav Erichtonius till viss grad tycks vara en personifikation. Vanligen uppges han vara son till Hefaistos och Atthis, den attiska jorden. 
Omedelbart efter sin födelse upptogs han av Athena och överlämnades, innesluten i en låda, att uppfostras av den urattiske kung Kekrops döttrar, Aglauros, Herse och Pandrosos. Sedan Erichtonius hunnit till mogen ålder, fördrivit kung Amfiktyon och gjort sig till herre över landet, skall han till gudinnans ära ha inrättat den panatenaiska festen och även tjänstgjort som skiljedomare i tävlingsstriden mellan Athena och Poseidon. 
Enligt en yngre saga var Erechteus inte samme person som Erichthonios, utan dennes sonson, son till Pandion. Erechteus var kung av Aten. Under ett krig mot eleusinierna offrade han en av sina döttrar därför att oraklet i Delfi sade att det var enda sättet att vinna kriget. I det efter Erechteus uppkallade templet Erechtheion på Akropolis i Aten dyrkades han som det attiska landets beskyddare vid sidan av stadsgudinnan Athena (Athena polia) och Poseidon.